# Alfonso Alvarado
José Alfonso „Plátano” Alvarado Pérez (ur. 15 marca 2000 w Guasave) – meksykański piłkarz występujący na pozycji skrzydłowego lub napastnika, od 2025 roku zawodnik Monterrey.